# Elecciones generales de Honduras de 1894
Las elecciones generales de Honduras de 1894, se realizaron el 15 de diciembre de 1894, para el cambio de autoridades gubernamentales como ser: 
- Presidente de Honduras: Jefe de Estado de Honduras que ejercerá las funciones de dirección del Poder Ejecutivo de Honduras por mandato del pueblo. Las elecciones se realizaban en una Asamblea Nacional, seguidamente se seleccionaban los candidatos a diputados del Congreso.

El  Partido Liberal de Honduras fundado en 5 de febrero de 1891 siguiendo la ideología del actual candidato Policarpo Bonilla y llevando como vicepresidente de fórmula al general Manuel Bonilla. Las elecciones se llevaron con normalidad, el candidato a presidente Policarpo Bonilla obtuvo 42,667 votos de una base de sufragantes de 43,032 su vicepresidente Manuel Bonilla obtuvo 40,621 votos de ese mismo electorado. El partido conservador no presentó candidato, mientras el presidente electo tomó posesión de su cargo el 24 de diciembre de 1894.